# Objeto clássico do cinturão de Kuiper

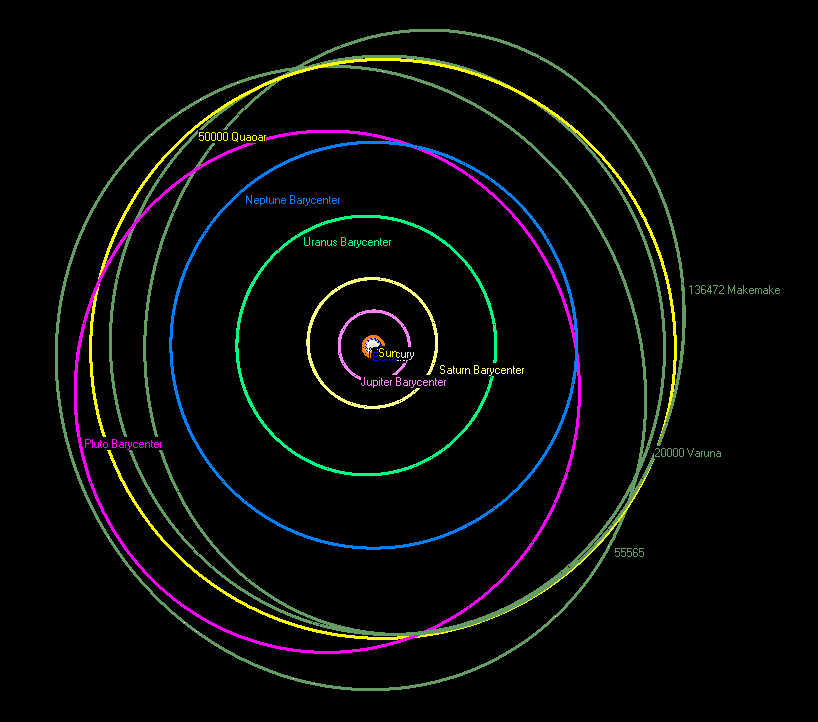
Órbitas de vários cubewanos comparados às órbitas de Netuno (azul) e de Plutão (rosa)

Em astronomia, um objeto clássico do cinturão de Kuiper ou objeto clássico da cintura de Kuiper, também chamado de cubewano, é um objeto do cinturão de Kuiper que tem uma órbita além da órbita de Netuno e que não é controlado por nenhuma ressonância orbital com o planeta. Cubewanos têm semieixos maiores de cerca de 40 a 50 UA e ao contrário de Plutão, não cruzam a órbita de Netuno.
Objetos classificados como cubewanos incluem:
- 15760 Albion,[1] o primeiro objeto transnetuniano conhecido depois de Plutão;
- Makemake,[1] o maior cubewano conhecido. É também um planeta anão;
- 50000 Quaoar[1] e 20000 Varuna,[1] que eram os maiores objetos transnetunianos conhecidos na época da descoberta;
- 19521 Caos, 58534 Logos, 53311 Deucalião, 66652 Borasisi, 88611 Teharonhiawako;
- (33001) 1997 CU29, (55636) 2002 TX300, (55565) 2002 AW197, (55637) 2002 UX25.

Haumea (2003 EL61) foi listado provisoriamente como um cubewano pelo Minor Planet Center em 2006, mas não é mais considerado um.

## Órbita
No geral os cubewanos estão localizados entre a zona de ressonância orbital 2:3 com Netuno (povoada por plutinos) e a zona de ressonância 1:2. 50000 Quaoar, por exemplo, tem uma órbita quase circular próxima da eclíptica. Os plutinos, por outro lado, têm órbitas mais excêntricas que levam alguns deles mais perto do Sol que Netuno.
A maioria dos cubewanos (a chamada população fria) tem órbitas quase circulares e pouco inclinadas. Uma outra população (a população quente) é caracterizada por órbitas mais excêntricas e inclinadas.
O projeto Deep Ecliptic Survey relata a distribuição de duas populações; uma com inclinação de 4,6° (chamada de Core) e outra com inclinações que chegam a 30° (Halo).